# 35683 Broumov
35683 Broumov este o planetă minoră (asteroid) din centura de asteroizi. A fost descoperită pe 21 ianuarie 1999 la Observatorul Kleť de Observatorul Kleť. 
Obiectul prezintă o orbită caracterizată de o semiaxă mare de 2,1699804 UAi, o excentricitate de 0,05, o înclinație de 1,54301 ° în raport cu ecliptica.